# Sancy (Meurthe i Mozela)
Sancy – miejscowość i gmina we Francji, w regionie Grand Est, w departamencie Meurthe i Mozela.
Według danych na rok 1990 gminę zamieszkiwało 327 osób, a gęstość zaludnienia wynosiła 25 osób/km² (wśród 2335 gmin Lotaryngii Sancy plasuje się na 726. miejscu pod względem liczby ludności, natomiast pod względem powierzchni na miejscu 418.).